# Геологічна зйомка
Зйомка геологічна, Знімання геологічне (рос. съемка геологическая, англ. geological survey, нім. geologische Aufnahme f) — комплекс робіт по складанню геологічних карт певного району з метою виявлення особливостей геологічної будови, закономірностей розміщення родовищ корисних копалин і перспектив території на всі види мінеральної сировини. Знімальні роботи проводяться переважно на початкових стадіях геолого-розвідувального процесу, попередніх стадіях пошукових робіт. У залежності від масштабу зйомка поділяється на дрібномасштабну (1:1 000 000, 1:500 000), середньо-масштабну (1:200 000, 1:100 000), крупномасштабну (1:50 000, 1:25 000) і детальну (1:10 000 і крупніше). За результатами зйомки складають остаточні геологічні карти, звіти або пояснювальні записки. 